# Joëlle Mélin
Joëlle Mélin (Versailles, 26 marzo 1950) è un medico e politica francese.
Mélin è divenuta consigliere ad Aubagne nel 2014 ed è stata consigliere regionale per la regione Provenza-Alpi-Costa Azzurra fino al 2015. È anche membro del Parlamento europeo dalle elezioni europee del 2014 e ha mantenuto il suo mandato alle elezioni europee del 2019. È stata eurodeputata non iscritta dal 2014 al 2015 e membro del gruppo ENF nel 2015. Dal 2019 è membro del Gruppo ID.

## Biografia

### Formazione
Joëlle Mélin nasce il 26 marzo 1950 a Versailles, dove frequenta anche il Lycée La Bruyère. Nel 1968 ha conseguito con lode la maturità latino-greca. Mélin ha poi studiato medicina presso la facoltà di medicina di Marsiglia e ha conseguito il dottorato nel 1975.

### Carriera professionale
Successivamente Mélin ha esercitato la professione di medico generico in aree semi-rurali dal 1977 al 1986. In questo periodo ha conseguito diplomi in geriatria, diritto risarcitorio, termalismo, medicina dello sport, medicina manuale e un diploma di specializzazione in rieducazione e riabilitazione funzionale. Contemporaneamente ha lavorato dal 1975 al 1988 come medico geriatrico in centri specializzati di riabilitazione geriatrica.
Dal 1986 al 2002 ha lavorato come rieducatrice su una difficile piattaforma tecnica in medicina urbana. Contemporaneamente ha conseguito un diploma post laurea in immuno-rematologia e un diploma universitario nella valutazione dei traumi cranici gravi.
È inoltre perito medico giudiziario, essendo stata inserita nell'elenco dei periti giudiziari presso la Corte d'appello di Aix-en-Provence nel 1991, nell'elenco dei periti giudiziari in materia previdenziale presso la Corte d'appello di Aix-en-Provence e nell'elenco dei medici abilitati nella prefettura delle Bocche del Rodano.
Mélin è, tra l'altro, membro della Compagnie nationale des expert médicaux nonché professionista sanitario con il grado di medico militare di riserva e come tale detentore della medaglia per il servizio militare volontario (Médaille des services militaires volontaires) e della medaglia della difesa nazionale (Médaille de la Défense nationale) in bronzo nell'area della Salute.

### Carriera politica
Mélin è membro del Fronte Nazionale (ora Raggruppamento Nazionale, RN) dal 1993. A partire dal 1995 è responsabile del coordinamento del Dipartimento di salute dell'FN, poi per la salute e gli affari sociali. È stata responsabile del coordinamento delle proposte di funzionari eletti, dirigenti ed esperti dell'FN per la campagna presidenziale 2017 di Marine Le Pen. Dal 2001 è anche membro del consiglio di amministrazione dell'FN. Ha partecipato a numerose campagne elettorali locali nella circoscrizione di Aubagne nelle Bocche del Rodano e a campagne regionali nella regione Provenza-Alpi-Costa Azzurra, di cui è stata consigliere dal 1998 al 2014. È consigliere comunale e assessore di Aubagne dal 2014.
Per le elezioni europee del 2014, l'FN nominò Mélin per la terza posizione nella lista di quella che allora era la circoscrizione europea del sud-ovest della Francia. Nella circoscrizione, l'FN ha ottenuto la maggioranza dei voti (24,71 per cento) e ha quindi guadagnato tre dei dieci seggi nella circoscrizione, insediandosi così. Come tutti i parlamentari dell'FN, inizialmente non era iscritta ad alcun gruppo, solo nel giugno 2015 i parlamentari dell'FN sono entrati a far parte del neonato gruppo di estrema destra Europa delle Nazioni e della Libertà (ENF), che comprende anche la Lega Nord italiana, il Partito per la Libertà olandese e il Partito della Libertà Austriaco. Nell'ottava legislatura, Mélin è stata membro della Commissione per l'occupazione e gli affari sociali (EMPL) e della Commissione per l'ambiente, la sanità pubblica e la sicurezza alimentare (ENVI). In totale, Mélin è stata relatrice ombra ENVI 10 volte e relatrice ombra EMPL 18 volte per il suo gruppo.
Nel 2019, l'RN ha nominato Mélin per la sesta posizione nella lista delle elezioni europee del 2019. Nelle elezioni, l'RN ha perso leggermente voti (meno 1,5 percento), ma ha comunque ottenuto 23 dei 79 seggi spettanti alla Francia. Insieme ai suoi colleghi del partito RN, si è unita al gruppo ID di estrema destra di nuova fondazione. Per il gruppo parlamentare, Mélin è membro della Commissione per l'industria, la ricerca e l'energia, della Commissione per l'ambiente, la sanità pubblica e la sicurezza alimentare e della Commissione speciale per la lotta al cancro, istituita nel settembre 2020. È anche membro supplente della Commissione per l'agricoltura e lo sviluppo rurale.
Nelle elezioni locali del 2020, è di nuovo in testa alla lista RN ad Aubagne.